# Siółko
Siółko – wieś w Polsce położona w województwie podlaskim, w powiecie augustowskim, w gminie Lipsk.
| SIMC    | Nazwa          | Rodzaj  |
| ------- | -------------- | ------- |
| 0761928 | Lipsk Murowany | kolonia |

W latach 1975–1998 miejscowość administracyjnie należała do województwa suwalskiego.
22 czerwca 1941 żołnierze Wehrmachtu spacyfikowali wieś. W czasie akcji zamordowali 15 mieszkańców. Pozostałych przy życiu ludzi wywieźli na roboty przymusowe. Wieś została spalona.